# Irlanda del Norte en la Copa Mundial de Fútbol de 1982
Irlanda del Norte es una de las 24 selecciones participantes en la Copa Mundial de Fútbol de España 1982, la que es su segunda participación en un mundial.

## Clasificación

### Grupo 6
| Pos. | País              | Pts | J | G | E | P | GF | GC | GD |
| ---- | ----------------- | --- | - | - | - | - | -- | -- | -- |
| 1    | Escocia           | 11  | 8 | 4 | 3 | 1 | 9  | 4  | +5 |
| 2    | Irlanda del Norte | 9   | 8 | 3 | 3 | 2 | 6  | 3  | +3 |
| 3    | Suecia            | 8   | 8 | 3 | 2 | 3 | 7  | 8  | -1 |
| 4    | Portugal          | 7   | 8 | 3 | 1 | 4 | 8  | 11 | -3 |
| 5    | Israel            | 5   | 8 | 1 | 3 | 4 | 6  | 10 | -4 |

| 26-3-1980 | Israel | 0 – 0   | Irlanda del Norte | Ramat Gan Stadium, Ramat Gan                                |                                                             |
|           |        | Reporte |                   | Asistencia: 40,000 espectadores Árbitro(s): Stjepan Glavina | Asistencia: 40,000 espectadores Árbitro(s): Stjepan Glavina |

| 15-10-1980 | Irlanda del Norte                              | 3 – 0   | Suecia | Windsor Park, Belfast                                     |                                                           |
|            | Brotherston 24' · McIlroy 28' · J. Nicholl 37' | Reporte |        | Asistencia: 20,000 espectadores Árbitro(s): Alexis Ponnet | Asistencia: 20,000 espectadores Árbitro(s): Alexis Ponnet |

| 19-11-1980 | Portugal   | 1 – 0   | Irlanda del Norte | Estádio da Luz, Lisboa                                      |                                                             |
|            | Jordão 60' | Reporte |                   | Asistencia: 60,000 espectadores Árbitro(s): Georges Konrath | Asistencia: 60,000 espectadores Árbitro(s): Georges Konrath |

| 25-3-1981 | Escocia  | 1 – 1   | Irlanda del Norte | Hampden Park, Glasgow                                       |                                                             |
|           | Wark 75' | Reporte | Hamilton 70'      | Asistencia: 78,444 espectadores Árbitro(s): Klaus Scheurell | Asistencia: 78,444 espectadores Árbitro(s): Klaus Scheurell |

| 29-4-1981 | Irlanda del Norte | 1 – 0   | Portugal | Windsor Park, Belfast                                        |                                                              |
|           | Armstrong 74'     | Reporte |          | Asistencia: 18,000 espectadores Árbitro(s): Svein-Inge Thime | Asistencia: 18,000 espectadores Árbitro(s): Svein-Inge Thime |

| 3-6-1981 | Suecia          | 1 – 0   | Irlanda del Norte | Råsunda Stadium, Stockholm                                |                                                           |
|          | Borg 50' (pen.) | Reporte |                   | Asistencia: 21,431 espectadores Árbitro(s): Paolo Bergamo | Asistencia: 21,431 espectadores Árbitro(s): Paolo Bergamo |

| 14-10-1981 | Irlanda del Norte | 0 – 0   | Escocia | Windsor Park, Belfast                                      |                                                            |
|            |                   | Reporte |         | Asistencia: 22,248 espectadores Árbitro(s): Valeri Butenko | Asistencia: 22,248 espectadores Árbitro(s): Valeri Butenko |

| 18-11-1981 | Irlanda del Norte | 1 – 0   | Israel | Windsor Park, Belfast                                            |                                                                  |
|            | Armstrong 27'     | Reporte |        | Asistencia: 40,000 espectadores Árbitro(s): Emilio Guruceta Muro | Asistencia: 40,000 espectadores Árbitro(s): Emilio Guruceta Muro |

## Jugadores
Estos son los 22 jugadores convocados para el torneo:

## Resultados
Irlanda del Norte fue eliminada en la segunda ronda.

### Grupo 5
| País              | J | G | E | P | GF | GC | GD | PTS |
| ----------------- | - | - | - | - | -- | -- | -- | --- |
| Irlanda del Norte | 3 | 1 | 2 | 0 | 2  | 1  | +1 | 4   |
| España            | 3 | 1 | 1 | 1 | 3  | 3  | 0  | 3   |
| Yugoslavia        | 3 | 1 | 1 | 1 | 2  | 2  | 0  | 3   |
| Honduras          | 3 | 0 | 2 | 1 | 2  | 3  | −1 | 2   |

| 17 de junio de 1982 | Irlanda del Norte | 0–0     | Yugoslavia | La Romareda, Zaragoza                                        |                                                              |
|                     |                   | Reporte |            | Asistencia: 25,000 espectadores Árbitro(s): Erik Fredriksson | Asistencia: 25,000 espectadores Árbitro(s): Erik Fredriksson |

| 21 de junio de 1982 | Honduras  | 1–1     | Irlanda del Norte | La Romareda, Zaragoza                                    |                                                          |
|                     | Laing 60' | Reporte | Armstrong 9'      | Asistencia: 15,000 espectadores Árbitro(s): Chan Tam Sun | Asistencia: 15,000 espectadores Árbitro(s): Chan Tam Sun |

| 25 de junio de 1982 | España | 0–1     | Irlanda del Norte | Estadio Luis Casanova, Valencia                          |                                                          |
|                     |        | Reporte | Armstrong 47'     | Asistencia: 49,562 espectadores Árbitro(s): Héctor Ortiz | Asistencia: 49,562 espectadores Árbitro(s): Héctor Ortiz |

### Grupo D
| País              | J | G | E | P | GF | GC | GD | PTS |
| ----------------- | - | - | - | - | -- | -- | -- | --- |
| Francia           | 2 | 2 | 0 | 0 | 5  | 1  | +4 | 4   |
| Austria           | 2 | 0 | 1 | 1 | 2  | 3  | −1 | 1   |
| Irlanda del Norte | 2 | 0 | 1 | 1 | 3  | 6  | −3 | 1   |

| 1 de julio de 1982 | Irlanda del Norte | 2–2     | Austria                      | Estadio Vicente Calderón, Madrid                         |                                                          |
|                    | Hamilton 27' 75'  | Reporte | Pezzey 50' · Hintermaier 68' | Asistencia: 20,000 espectadores Árbitro(s): Adolf Prokop | Asistencia: 20,000 espectadores Árbitro(s): Adolf Prokop |

| 4 de julio de 1982 | Francia                             | 4–1     | Irlanda del Norte | Estadio Vicente Calderón, Madrid                          |                                                           |
|                    | Giresse 33' 80' · Rocheteau 46' 68' | Reporte | Armstrong 75'     | Asistencia: 37,000 espectadores Árbitro(s): Alojzy Jarguz | Asistencia: 37,000 espectadores Árbitro(s): Alojzy Jarguz |